# BU-945
La BU-945 es una carretera autonómica de la provincia de Burgos (España) que transcurre entre el límite con la provincia de Segovia y Fuentespina. Pertenece a la Red Complementaria Preferente de Castilla y León. Antiguamente era parte del trazado de la C-114, que unía Alcolea del Pinar (Guadalajara) con Aranda de Duero (Burgos).
Durante todo su recorrido consta de una sola calzada, con un carril para cada sentido de circulación